# Oonops zeteki
Oonops zeteki är en spindelart som beskrevs av Arthur M. Chickering 1951. Oonops zeteki ingår i släktet Oonops och familjen dansspindlar.
Artens utbredningsområde är Panama. Inga underarter finns listade i Catalogue of Life.